# Mike Tournier
Mike Tournier est un musicien et producteur britannique né le 24 mai 1963 à High Wycombe dans le Buckinghamshire (Angleterre). Il est surtout connu pour avoir été membre du groupe d'electro anglais Fluke, groupe qu'il quitte en 1998. Au début des années 2000, il collabore avec le musicien Jan Burton et fonde le groupe d'Electro Syntax.